# Samsung Galaxy A7 (2015)
Samsung Galaxy A7 (2015) - Android фаблет производства Samsung Electronics, выпущенный в феврале 2015 года. Телефон не был выпущен в США.

## История
Samsung Galaxy A7 является одним из преемников Samsung Galaxy Alpha. Он был выпущен вместе с Samsung Galaxy A3 и A5. Изначально он был выпущен с Android 4.4.4 KitKat, однако в июне 2016 года телефон получил обновление программного обеспечения до Android Android 6.0.1 Marshmallow. Он служит в качестве high-end варианта серии Galaxy A. Его сменил Samsung Galaxy A7 (2016)..

## Характеристики
Samsung Galaxy A7 оснащен 5,5-дюймовым Super AMOLED дисплеем, а также фронтальной и тыловой камерами на 5 и 13 мегапикселей соответственно. Телефон оснащен портом micro-USB, который можно использовать как для зарядки, так и для передачи данных. Что касается беспроводной связи, телефон поддерживает Wi-Fi 802.11a/b/g/n, а также возможность создания точки доступа (если поддерживается оператором). В Galaxy A7 встроены акселерометр, датчик приближения, компас и датчик освещенности..